# Светлана Књазев-Адамовић
Светлана Књазев-Адамовић (Бела Црква, 27. август 1931 — Београд, 2. август 2016.) била је југословенски и српски филозоф руског порекла и професор Филозофског факултета Универзитета у Београду. Примарне области њеног истраживања и интересовања биле су логика и епистемологија.

## Биографија
Светлана Књазев је рођена у Белој Цркви у Банату, у породици руских емиграната, „белих Руса“, који су као избеглице после Октобарске револуције били прихваћени као држављани Краљевине СХС. Књазевин отац био је пореклом из Белорусије, а мајка из Кијева (Украјина). У Белој Цркви је провела детињство и рану младост са мајком и њеним родитељима. У родном месту је завршила и основну и средњу школу. Један необичан детаљ из њене младости био је покушај комунистичких власти да је након Другог светског рата „врате“ у Русију (а заправо протерају у Совјетски Савез) у којој никада претходно није ни била. Захваљујући жестоком и упорном опирању, успела је да остане у Југославији.
Вероватно подстакнута мајком која је „ненаметљиво утицала на формирање њеног књижевног укуса“  првобитно се уписала на студије на групи за јужнословенску књижевност Филозофског факултета у Београду. Љубав према језицима и књижевности Књазеву никада није напустила – о томе сведоче, између осталог, њени преводи с руског уралских легенди и курдских народних приповедака. Поред књижевних текстова, преводила је и научну и филозофску литературу са руског и пољског језика (попут Увода у семантику А. Шафа (Београд: Нолит, 1965) или Психоаналитичке теорије личности Ј. Рејковског (Београд, 1966)).
Незадовољна предавањима и програмом студија књижевности прелази на студије филозофије које је завршила 1955. године. По завршетку студија радила је краће време у средњој школи у Белој Цркви да би већ 1956. била изабрана за асистента Андрије Крешића за логику на Филозофском факултету у Сарајеву где је радила до 1958. када прелази на Катедру за логику и методологију Филозофског факултета у Београду где је била изабрана за асистента Михаила Марковића.
Постдипломске студије у Београду отпочела је 1957. а већ 1959. године одлази на студијски боравак у Пољску, на Варшавски универзитет, ради припреме доктората о семантици односно теорији значења Лавовско-варшавске школе који је одбранила 1963. године. Прерађену и проширену дисертацију објавила је 1964. године у форми монографије под називом Филозофија Лавовско-варшавске школе (Београд: Институт друштвених наука), „право капитално дело […] које је постало парадигма тога како се и под идеолошким ограничењима може унапређивати оно што ће не задуго потом изаћи на филозофску сцену као 'аналитичка филозофија'.“ Пољским филозофима је значајним делом посвећена и њена књига Филозофски портрети (Београд: Институт за филозофију, 2005).
Када је реч о Књазевином доприносу етаблирању и афирмацији такозване аналитичке филозофије у Југославији, треба истаћи да је била један од аутора уврштених у зборник издавачке куће Kluwer Academic Publishers (данашњи Springer Science+Business Media), Contemporary Yugoslav Philosophy: The Analytic Approach (прир. А. Павковић, 1988). Била је и члан Секције за аналитичка истраживања у филозофији Српског филозофског друштва од њеног оснивања 1981. године.
Од избора у звање доцента 1963. је предавала логику са методологијом, теорију сазнања и филозофију језика, а повремено чак и метаетику. По договору са М. Марковићем, почетком 60-их почиње са студентима да ради савремену математичку односно симболичку логику, да би већ 1964. заједно са Александром Кроном (који је недуго након ње изабран за асистента на Катедри за логику у Београду) и Душаном Адамовићем, који ће касније постати њен супруг, и Славишом Прешићем са Математичког факултета држала први курс из савремене логике за постдипломце.
Заједнички напори С. Прешића, А. Крона, Д. Адамовића и С. Књазев резултовали су најпре оснивањем Семинара за логику и алгебру на Математичком факултету у Београду крајем 1960-их, да би 1970. године Семинар прешао под окриље Математичког института САНУ од када почиње непрекидан успон и брзи развој логике у Србији. Објавила је и већи број уџбеника из логике (коаутори А. Крон и С. Новаковић), превасходно за ученике гимназија и средњих школа.
Светлана Књазев је 1971. године унапређена у звање ванредног професора у којем се и пензионисала 1996. године, након четрдесет година рада.
Била је ментор већег броја магистарских и докторских дисертација, посебно филозофима млађе генерације (А. Павковић, „Теорија опажања британских емпириста и реализам Томаса Рида“, 1983; Н. Грахек, Теорија психофизичког идентитета, 1989; Ж. Лазовић, „О природи епистемичког оправдања“, 1992; С. Синђелић, „Кумулативност и револуција у науци“, 1995, итд.).
Остваривала је интензивну сарадњу и размену са колегама из других филозофских центара у тадашњој Југославији и учествовала је у организацији бројних стручних скупова и конференција.
Била је члан редакције часописа Филозофија. Југословенски часопис за филозофију и часописа Theoria.
Била је дугогодишњи секретар Југословенског удружења за филозофију, као и потпредседница Српског филозофског друштва. Након суспензије осморо професора Филозофског факултета јануара 1975. године (М. Марковић, Љ. Тадић, Д. Мићуновић, М. Животић, С. Стојановић, З. Голубовић, Н. Попов и Т. Инђић) изабрана је за управницу Института за филозофију. Такође је била и један од писаца позитивних реферата за колеге којима је претило уклањање из наставе и са посла на Филозофском факултету.
Њен друштвени, јавни и антиратни ангажман посебно је дошао до изражаја током турбулентног периода крајем 80-их и током 90-их година.  Била је један од првих чланова обновљене Демократске странке (ДС), па чак и кандидат ДС за посланика у Народној скупштини на изборима 1990. године. Такође је била један од оснивача Фонда Демократски центар (касније преименован у Фондацију Центар за демократију) 1994. године. Говорила је и на сесијама Београдског круга о чему сведоче њени прилози у зборницима Друга Србија (Београд, 1992) и Интелектуалци и рат (Београд, 1993). У контексту друштвено-политичког ангажмана С. Књазев-Адамовић су важни и текстови сабрани у њеним књигама С моје тачке гледишта (Београд, 1996) и Полемике политичке и филозофске (Београд, 2005). О овом зборнику њених полемичких текстова је написано да представља „вредан споменик етици ангажоване интелектуалности која у, делом ирационално и хаотично, поље српске политичке културе уводи логику“.
Њени осврти и анализе објављивани су и у Књижевним новинама, Данасу, Времену и Пешчанику, као и у ревији Les Temps Modernes коју су основали Жан Пол Сартр и Симон де Бовоар.
Интересовала се и покушавала је да заинтересује и друге за еколошку проблематику указујући на значај очувања животне средине, о чему је написала и неколико радова.  Била је позната не само као велики љубитељ животиња већ и као борац за животињска права (о чему сведочи и књига Животиње ту око нас, Београд: Круг, 2002).
Својеврсна биографија и мемоари Светлане Књазев-Адамовић могу се пронаћи у књизи Надежде Ћетковић Плава чарапа. У откривању идентитета Светлане Књазев-Адамовић, философске списатељице и логичарке (Београд: К.В.С, 1999, Едиција „Сећање жена“).
Поводом смрти професорке Књазев-Адамовић приређен је зборник-споменица, У сећање на Светлану Књазев-Адамовић. Зборник радова њених пријатеља, ученика и колега (Београд: Српско филозофско друштво, Институт за филозофију и Филозофски факултет, 2016) који су приредили М. Арсенијевић и Ж. Лазовић.

### Монографије(избор)
- Сазнање и његови облици, Београд: Рад, 1958
- Филозофија Лавовско-варшавске школе, Београд: Институт друштвених наука, 1964
- Логика у пракси, Београд: Завод за издавање уџбеника, 1964 (11 издања)
- Филозофија Betranda Russella. Страсно тражење извесности, Загреб: Напријед, 1966 (друго издање: Београд: Гутенбергова галаксија, 2004)
- С моје тачке гледишта, Београд: Bodex FDS, библиотека „Вага“, 1996
- Филозофски портрети, Београд: Институт за филозофију, 2005
- Полемике политичке и филозофске, Београд: Службени гласник, 2008

Написала је више гимназијских и средњошколских уџбеника из логике који су се користили широм Југославије (велики број реиздања).
Објавила је велики број радова, приказа и осврта у научним часописима (Praxis, Филозофија. Југословенски часопис за филозофију, Наша стварност, Theoria, Филозофија и друштво, Филозофске студије, Филозофска истраживања, Филозофски годишњак, Филозофски преглед, Савремене филозофске теме, Социологија, Anthropos, Гледишта, Трећи програм, Преглед, Преглед (Сарајево), Нова српска политичка мисао, итд.) и у Зборнику Филозофског факултета, те у тематским зборницима (нпр. Проблеми филозофије марксизма, 1967) и зборницима са националних, регионалних и међународних скупова и конференција.
Такође је написала уводне студије и предговоре за преводе Трактата о добром делању Т. Котарбињског (1964), Увода у семантику А. Шафа (1965), Увода у логику и научни метод М. Коена и Е. Нејгела (1965), Лењинових филозофских списа (1974, 1975) и Филозофије симболичких облика Е. Касирера (2000).